# Jardin botanique du Missouri
Pour les articles homonymes, voir Missouri.
Le jardin botanique du Missouri (Missouri Botanical Garden ou Mobot), également connu sous le nom de « Jardin de Shaw » (Shaw's Garden) du nom de son fondateur, le botaniste et philanthrope Henry Shaw, est un jardin botanique situé à Saint-Louis (Missouri), aux États-Unis.

## Historique
Fondé en 1859, ce jardin est l'une des plus anciennes institutions botaniques des États-Unis. Le jardin est aussi un centre de recherche en botanique, ainsi qu'une oasis dans la ville de Saint-Louis avec ses 31 hectares de présentations horticoles.
Depuis 1914, le jardin édite une revue scientifique, les Annals of the Missouri Botanical Garden. Avant cette date, le jardin éditait un rapport annuel, publié de 1890 à 1912, qui donnait des informations sur l'école et le jardin.

## Description
Le jardin possède dès l'origine une bibliothèque et un herbier. Son herbier comporte 6,6 millions de spécimens, il est le deuxième plus important des États-Unis, derrière celui du Jardin botanique de New York.

## Galerie de photos

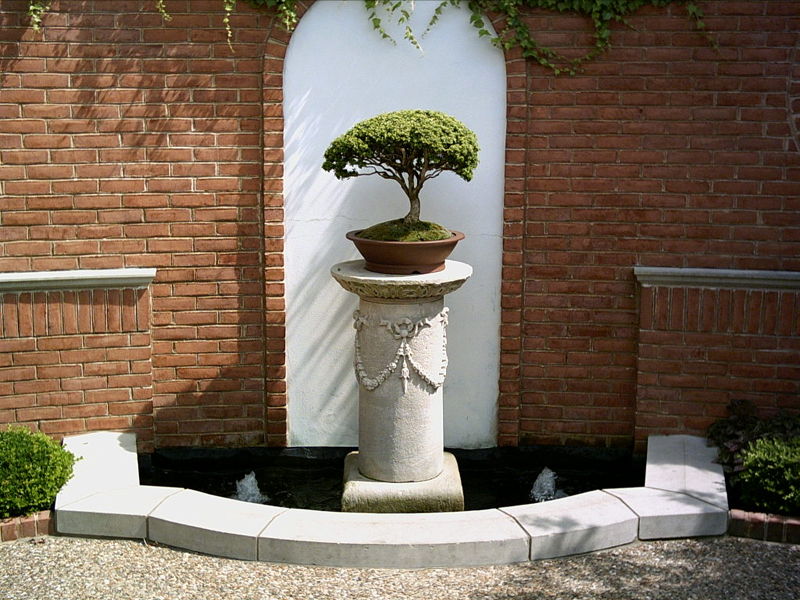
Bonsai au Missouri Botanical Garden
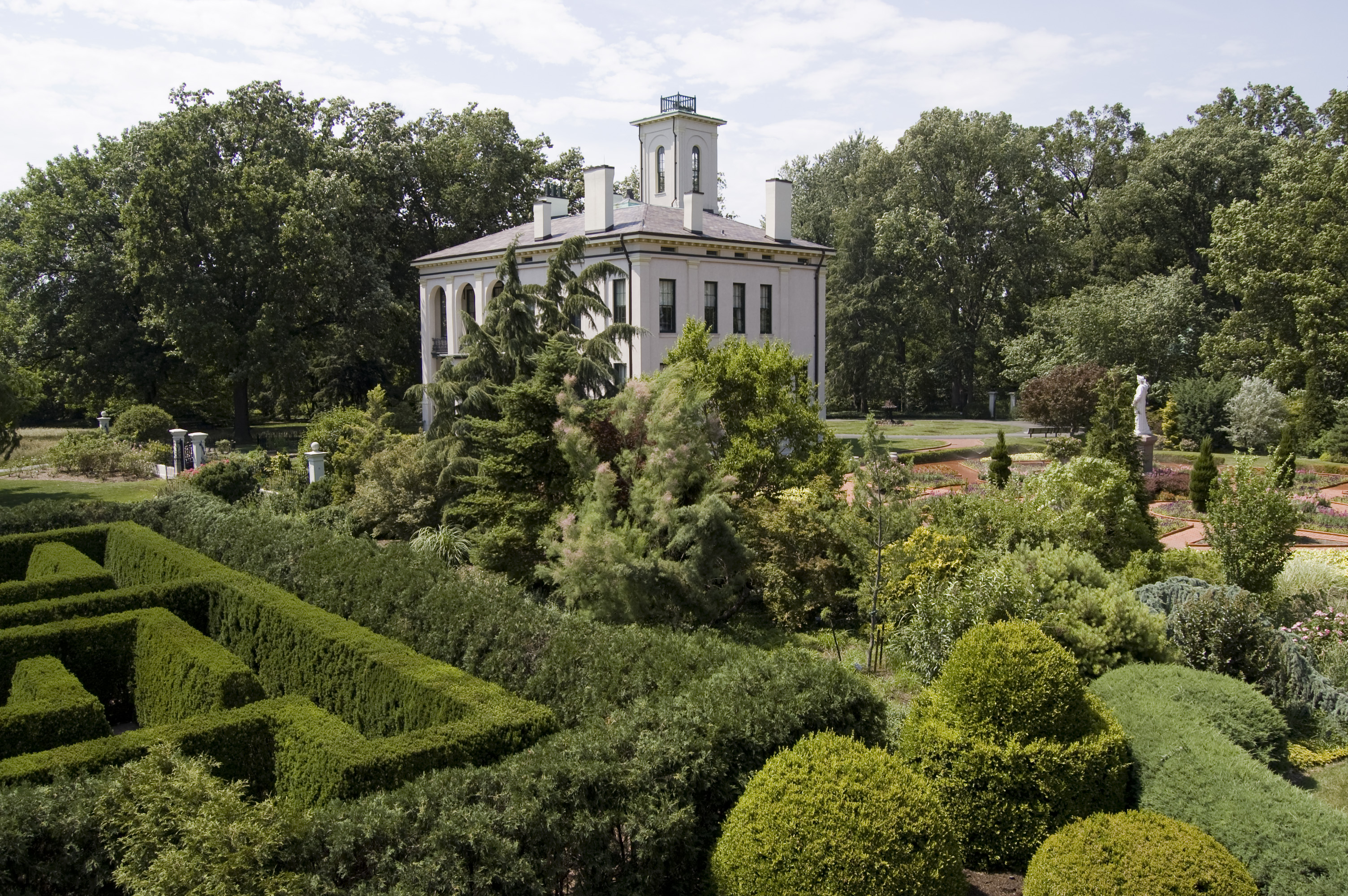
Tower Grove House
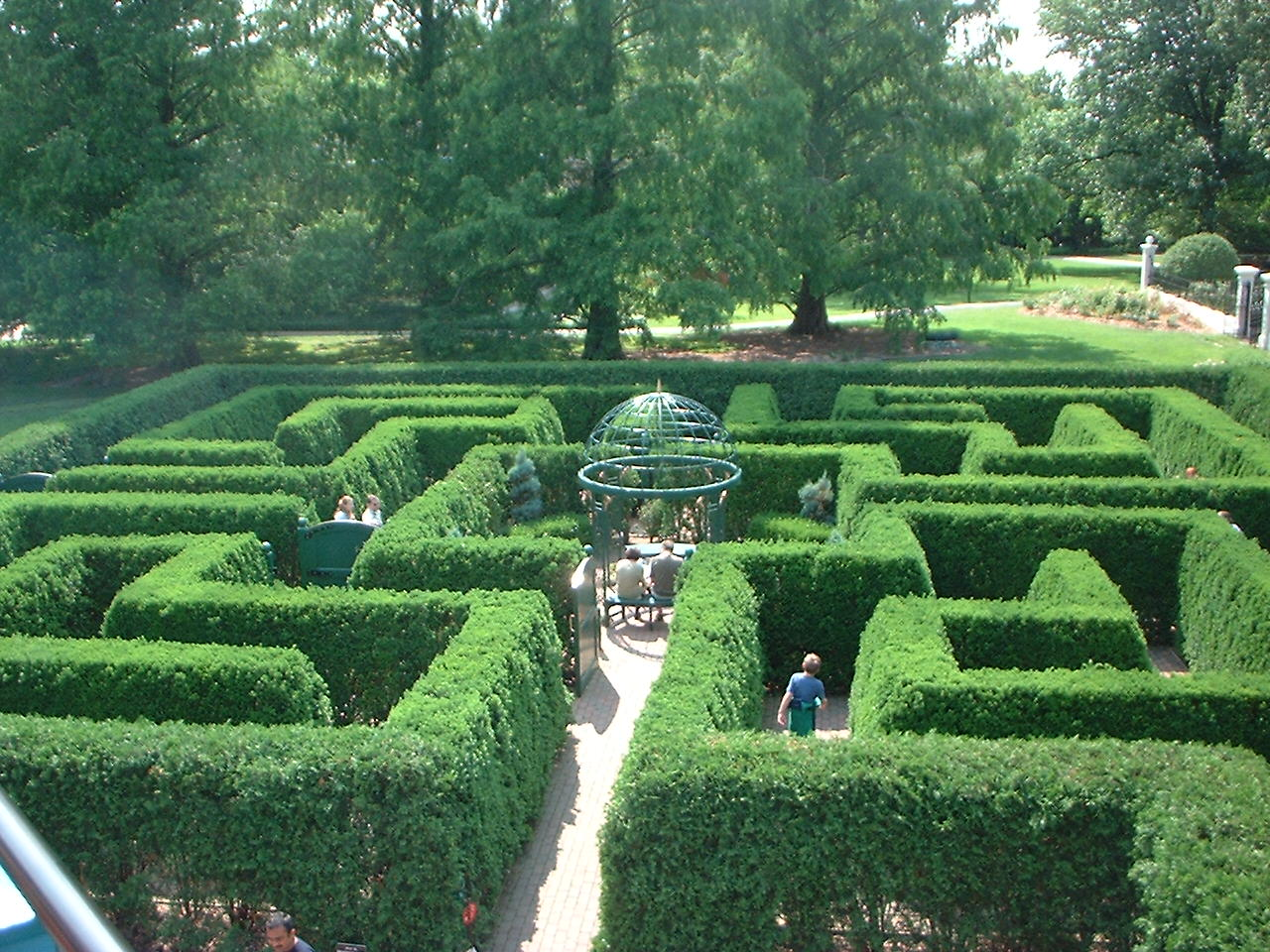
Un labyrinthe
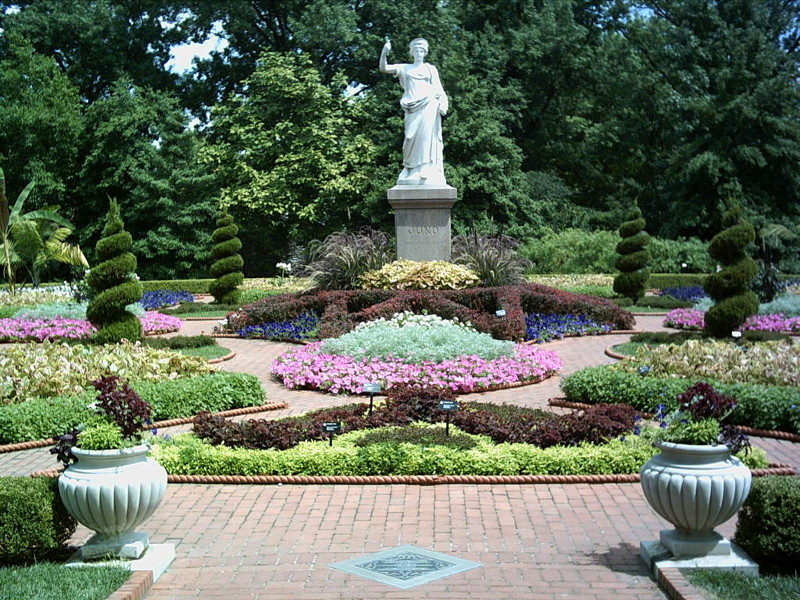
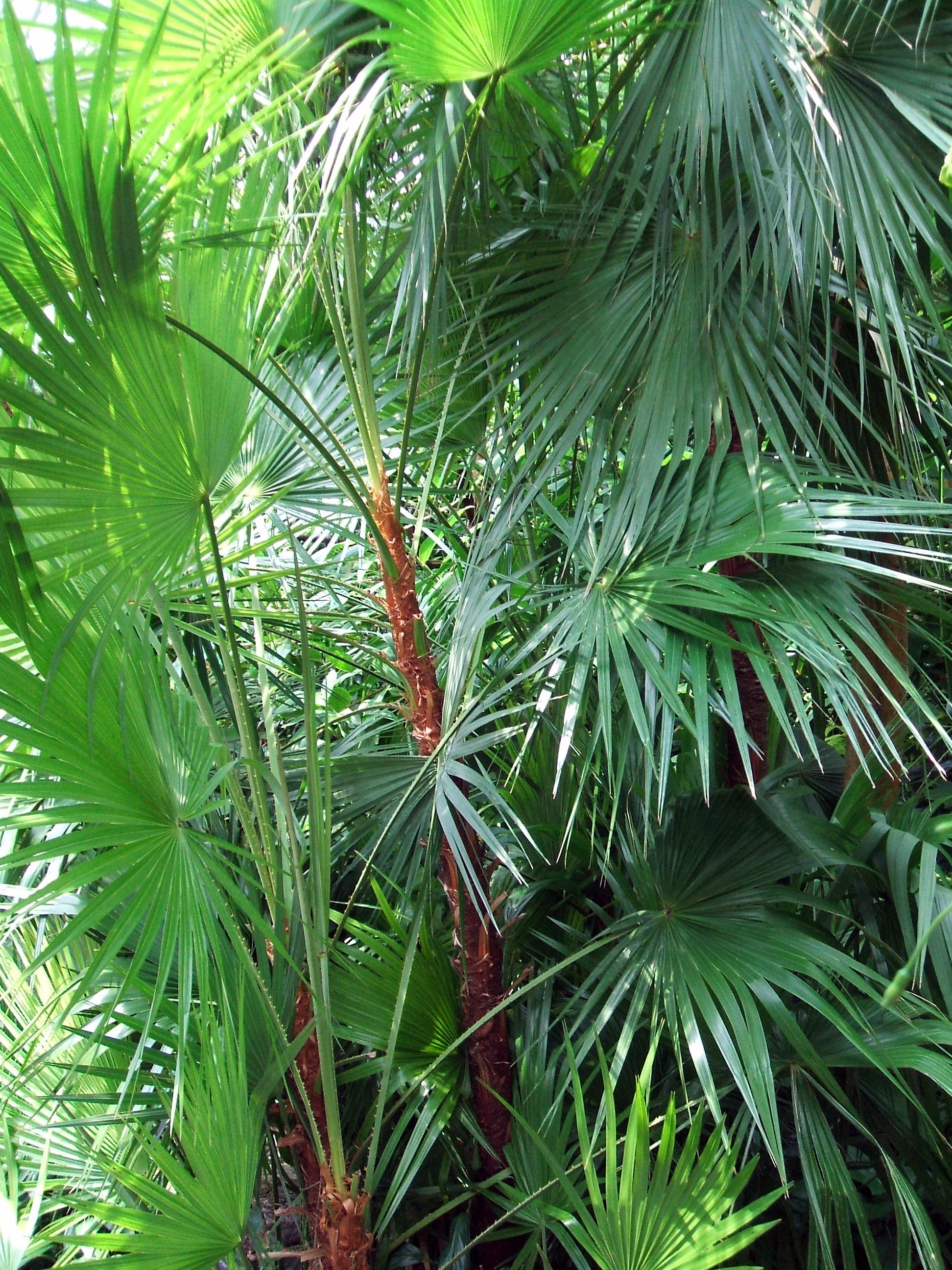
Acoelorraphe wrightii
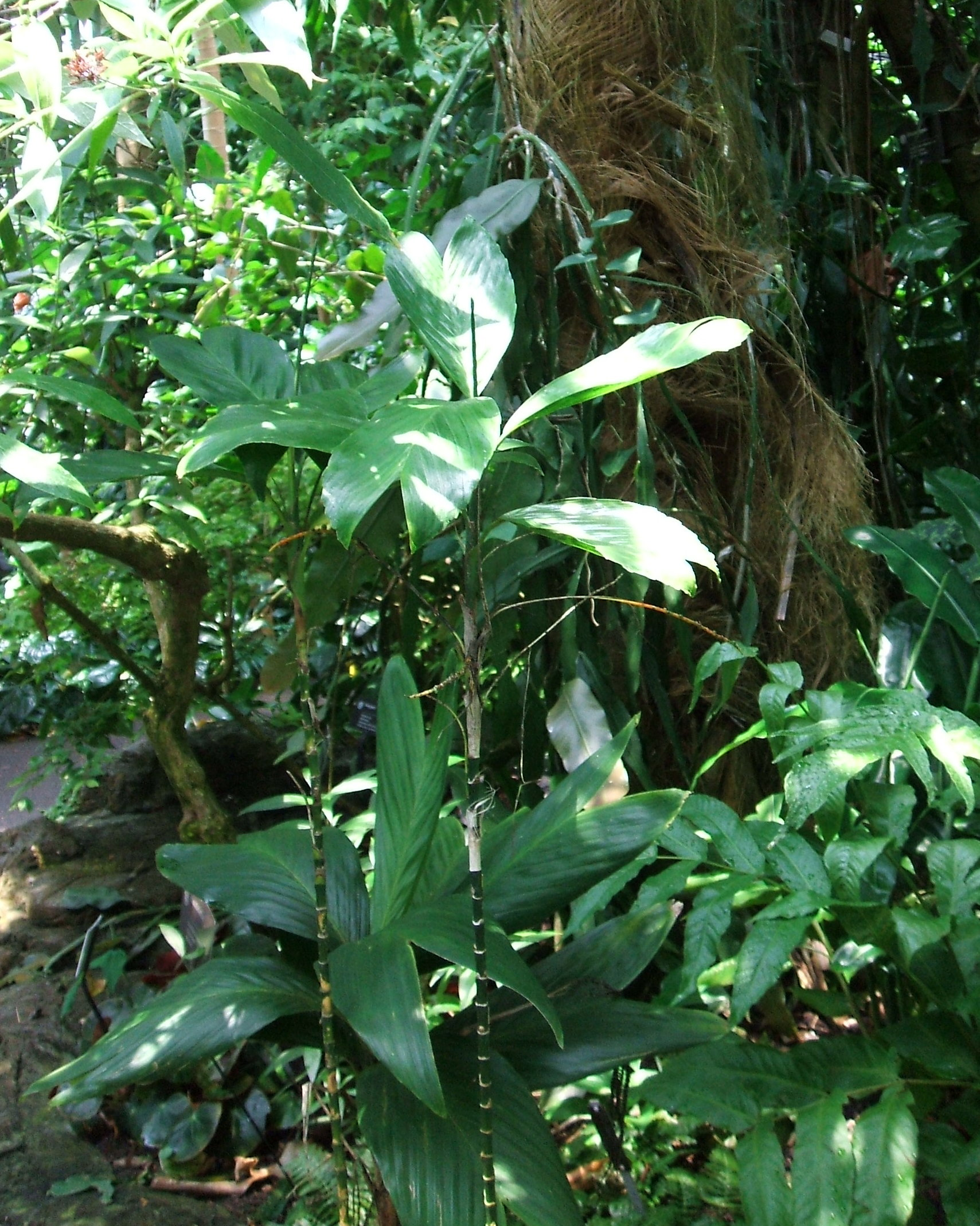
Chamaedorea geonomiformis (es)